# Retten i Grønland
Retten i Grønland (grønlandsk: Kalaallit Nunaanni Eqqartuussivik) er første instans i vanskelige sager, der dermed ikke behandles i de 4 kredsretter på Grønland. Sager afgjort ved Retten i Grønland kan appelleres til Grønlands Landsret. 
Retten i Grønland er en ny institution, der er oprettet i forbindelse med retsreformen, der trådte i kræft ved nytåret 2010. Formålet med retsreformen var blandt andet at gøre kredsretterne uafhængige af landsretten, der tidligere bistod dem med vejledning.
Retten i Grønland varetager insolvenssager - f.eks. konkurs og gældssanering. Den varetager også registrering af rettigheder.
En part i en civil sag kan bede om at få henvist sagen til Retten i Grønland, hvis sagen har en meget indgribende betydning for vedkommende.